# (16404) 1985 CM1
(16404) 1985 CM1 là một tiểu hành tinh vành đai chính. Nó được phát hiện bởi Henri Debehogne ở Đài thiên văn La Silla ở Chile ngày 13 tháng 2 năm 1985.